# سیمون نیوکام
سیمون نیوکام (به انگلیسی: Simon Newcomb) اخترشناس و ریاضیدان آمریکایی، کانادایی بود. با وجود تحصیلات رسمی اندک، وی کارهای مهمی در گاه نگاری انجام داده و نوشته‌هایی در زمینه اقتصاد و آمار دارد و یک رمان علمی تخیلی نیز نوشته‌است. یکی از حفره‌های ماه به نام وی نام گذاری شده‌است.